# Mniusa grandiceps
Mniusa grandiceps är en skalbaggsart som först beskrevs av J. Sahlberg 1876.  Mniusa grandiceps ingår i släktet Mniusa, och familjen kortvingar. Enligt den finländska rödlistan är arten nära hotad i Finland. Arten är reproducerande i Sverige. Artens livsmiljö är gran- och lövkärr.